# Beugnâtre
Beugnâtre és un municipi francès situat al departament del Pas de Calais i a la regió dels Alts de França. L'any 2007 tenia 129 habitants.

## Demografia

### Població
El 2007 la població de fet de Beugnâtre era de 129 persones. Hi havia 43 famílies de les quals 8 eren unipersonals (4 homes vivint sols i 4 dones vivint soles), 12 parelles sense fills, 15 parelles amb fills i 8 famílies monoparentals amb fills.
La població ha evolucionat segons el següent gràfic:
Habitants censats

### Habitatges
El 2007 hi havia 46 habitatges, 42 eren l'habitatge principal de la família, 3 eren segones residències i 1 estava desocupat. 45 eren cases i 1 era un apartament. Dels 42 habitatges principals, 29 estaven ocupats pels seus propietaris i 14 estaven llogats i ocupats pels llogaters; 7 tenien tres cambres, 15 en tenien quatre i 20 en tenien cinc o més. 41 habitatges disposaven pel capbaix d'una plaça de pàrquing. A 22 habitatges hi havia un automòbil i a 18 n'hi havia dos o més.

### Piràmide de població
La piràmide de població per edats i sexe el 2009 era:
| Homes | Edats   | Dones |
| ----- | ------- | ----- |
| 0     | 95 o +  | 0     |
| 0     | 90 a 94 | 0     |
| 0     | 85 a 89 | 4     |
| 0     | 80 a 84 | 0     |
| 4     | 75 a 79 | 4     |
| 4     | 70 a 74 | 0     |
| 12    | 65 a 69 | 4     |
| 0     | 60 a 64 | 0     |
| 0     | 55 a 59 | 0     |
| 0     | 50 a 54 | 8     |
| 0     | 45 a 49 | 0     |
| 8     | 40 a 44 | 8     |
| 8     | 35 a 39 | 0     |
| 4     | 30 a 34 | 8     |
| 4     | 25 a 29 | 8     |
| 4     | 20 a 24 | 0     |
| 12    | 15 a 19 | 0     |
| 4     | 10 a 14 | 16    |
| 8     | 5 a 9   | 4     |
| 12    | 0 a 4   | 8     |

## Economia
El 2007 la població en edat de treballar era de 66 persones, 46 eren actives i 20 eren inactives. De les 46 persones actives 42 estaven ocupades (25 homes i 17 dones) i 4 estaven aturades (4 dones i 4 dones). De les 20 persones inactives 7 estaven jubilades, 4 estaven estudiant i 9 estaven classificades com a «altres inactius».
Activitats econòmiques
L'únic establiment que hi havia el 2007 era d'una empresa de serveis.
L'any 2000 a Beugnâtre hi havia 5 explotacions agrícoles.

## Equipaments sanitaris i escolars
El 2009 hi havia una escola elemental integrada dins d'un grup escolar amb les comunes properes formant una escola dispersa.

## Poblacions més properes
El següent diagrama mostra les poblacions més properes.